# Borough of Gillingham
Gillingham var ett distrikt i Kent i England. Distriktet hade 72 910 invånare år 1961. Det avskaffades 1 april 1998 och blev en del av Medway.